# Jay Donnelly
Pour les articles homonymes, voir Donnelly.
Jay Donnelly, né le 10 avril 1995 à Belfast, est un footballeur nord-irlandais. Évoluant au poste d'avant-centre, il joue pour le Glentoran Football Club avec lequel il devient le meilleur buteur du championnat nord-irlandais en 2022.

## Carrière

### A Cliftonville
Jay Donnelly devient professionnel dans un des clubs historiques de Belfast, le Cliftonville Football Club. Dès sa première saison dans l'équipe première il est un buteur prolifique, marquant 17 buts lors de ses deux premières saisons professionnelles. Il s'installe comme titulaire indiscutable et participe à la victoire en Coupe de la Ligue d'Irlande du Nord de football deux fois consécutivement en 2014-2015 et 2015-2016. Il joue avec son frère ainé Rory Donnelly.

### Condamné
En janvier 2019, Jay Donnelly est condamné à quatre mois de prison pour avoir partagé sur un réseau social une photo indécente d'une mineure. Initialement, il partage cette photo en 2016 sur le groupe WhatsApp des joueurs de Cliftonville. On le voit avoir une relation sexuelle consentie avec une jeune fille de 16 ans. Mais la photo commence à se diffuser sur le net. La jeune fille subit alors des railleries, sa vie et ses relations avec ses amis en est affectée. Elle porte alors plainte contre Donnelly. Lors de l'enquête Donnelly reconnait en novembre 2018 l'accusation de diffusion de la photo. Condamné début 2019 à 4 mois de prison, sa peine est réduite en avril 2019 à trois mois. Après avoir été suspendu par Cliftonville et écarté de toute activité sportive, il est ensuite licencié le 11 avril 2019.

### A Glentoran
Après avoir purgé sa peine et après les différents confinements dus à la pandémie de Covid-19, Jay Donnelly reprend le football au Belfast Celtic qui évolue dans un championnat régional, la Ballymena Intermediate League. L'encadrement du club défend alors sa signature en déclarant « croire aux deuxièmes chances ». Il marque neuf buts en six matchs.
En septembre 2020, le Glentoran Football Club annonce vouloir recruter Jay Donnelly. L'annonce est très controversée, mais les dirigeants du club mettent en avant eux aussi la deuxième chance d'autant plus que la seule charge pour laquelle il a été condamné a été le partage d'une photo et non un viol puisque la relation était alors consentie par les deux personnes. La signature  est restée très contestée, y compris par des anciens internationaux comme Gareth McAuley. Donnelly marque 17 buts lors de sa première saison, il est alors le deuxième meilleur buteur de la compétition derrière Shayne Lavery. Sa deuxième saison le voit triompher en devenant le meilleur buteur du championnat avec 25 buts.

## Palmarès

### en club
Avec Cliftonville
- Coupe de la Ligue d'Irlande du Nord de football
  - Vainqueur en 2014-2015 et 2015-2016

### Récompense individuelle
- Meilleur buteur du championnat d'Irlande du Nord lors de la saison 2021-2022.